# Ignaz Wenceslav Raphael
Ignaz Wenceslav Raphael (Münchengraetz, 1762 - 1799) fou un organista i compositor austríac.
Estudià música a Praga, ensems que cursava en la Universitat d'aquella capital. Aviat es donà a conèixer com a organista, i durant alguns anys fou contractat per l'orquestra del teatre de Budapest, passant despès a Viena. Relacionat amb artistes i personatges notables, aconseguí en els últims anys de la seva vida una bona feina en el Tribunal de Comptes.
Entre les seves obres hi figuren el ball d'espectacle La festa de les violes, que va tenir molt d'èxit en ser estrenada a Viena el 1795; Pygmalión un altre ball d'espectacle que fou considerat cm un model d'expressió mímica; una part de la música del melodrama Virginia; diverses composicions religioses, obres per a piano, etc.